# Harposporium harposporiferum

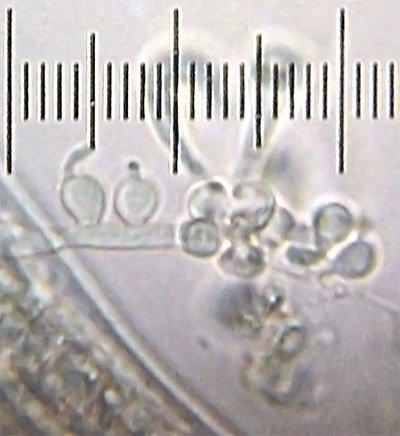
Cysty strzępkowe łapiące nicienie

Harposporium harposporiferum (Samuels) Spatafora & Kepler – gatunek grzybów należący do rodziny buławinkowatych (Clavicipitaceae).

## Systematyka i nazewnictwo
Pozycja w klasyfikacji według Index Fungorum: Claviceps, Clavicipitaceae, Hypocreales, Hypocreomycetidae, Sordariomycetes, Pezizomycotina, Ascomycota, Fungi.
Po raz pierwszy opisał go w 2015 r. Gary Joseph Samuels, nadając mu nazwę Atricordyceps harposporifera, w 2015 r. Joseph W. Spatafora i Ryan M. Kepler przenieśli go do rodzaju Harposporium. Pozostałe synonimy:
- Harposporium anguillulae Lohde 1874
- Podocrella harposporifera (Samuels) P. Chaverri & Samuels 2005

## Morfologia
Teleomorfa tworzy pojedyncze, czarne, główkowate podkładki o średnicy ok. 7 mm. Górna powierzchnia podkładek silnie guzkowata ze względu na wystające perytecja. Zewnętrzna warstwa podkładek typu tekstura angularis, zbudowana z cienkościennych komórek, warstwa wewnętrzna typu tekstura intricata, również z cienkościennych strzępek. Perytecja jajowate, 470–590 × 250–330 µm. Askospory z wieloma przegrodami, szkliste, gładkie, rozczłonkowane w środkowej przegrodzie 44–57,5(–68) × 2–2,5 µm.
Kolonie na CMD (agar z mąką kukurydzianą i dekstrozą Difco) najpierw są białe, potem stają się bladożółte, na PDA (agar ziemniaczano-dekstrozowy Difco) najpierw białe, następnie siarkowożółte, na koniec oliwkowe. Fialidy kuliste do ampułkowatych, o średnicy około 4 µm z wydłużeniem wierzchołkowym lub szyjką 3–4 × 1 µm. Konidia szkliste, gładkie, łukowate, odległość pomiędzy dwoma końcami (7–)8–12(–13) µm, szerokość 1–2 µm.
Anamorfa prowadzi drapieżny tryb życia, odżywiając się nicieniami.

## Tryb życia i siedlisko
Grzyb drapieżny i nicieniobójczy, powszechnie izolowany z gleby, często hodowany w celach doświadczalnych. Jest jednym z najczęściej spotykanych grzybów nicieniobójczych. Występuje w różnych siedliskach, w tym na liściach wchodzących w fazę rozkładu, w próbkach gleby zawierających rozkładające się liście lub w próbkach gleby z gruntów rolnych, można go również znaleźć na pastwiskach. To ostatnie siedlisko prawdopodobnie wiąże się ze skłonnością tego gatunku do występowania w odchodach krów i owiec, gdzie występuje duża liczba nicieni, którymi się odżywia. W Polsce notowany w 2006 r. na turzycy błotnej (Carex acutiformis).
Wytwarza nieadhezyjne (nie przyklejające się) sierpowate konidia infekcyjne, które połknięte przez nicienia wbijają się w jego gardło. Rozwijają się z nich strzępki, które po rozpuszczeniu nicienia wnikają do jego naskórka i wytwarzają konidiofory na zewnątrz żywiciela, po 1–5 konidiów każdy. Wewnątrz nicienia często wytwarzane są chlamydospory będące przetrwalnikami grzyba.